# Anatole Demidoff di San Donato

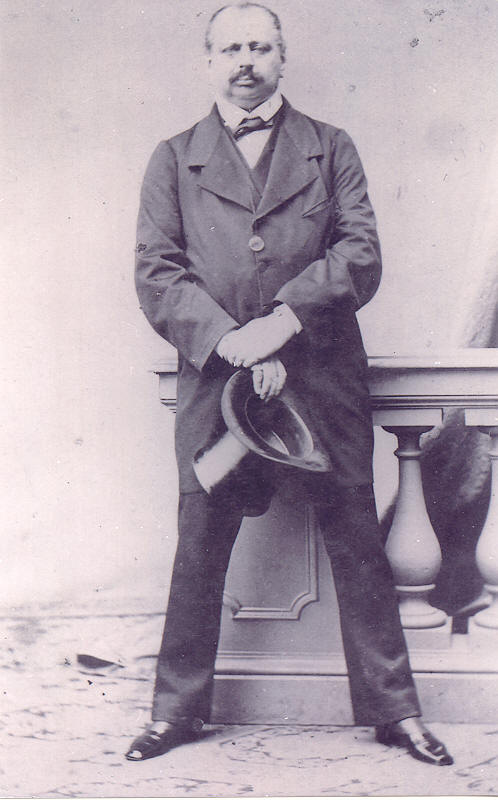
Anatole Demidoff

Anatole Demidoff, Fürst von San Donato (russisch Анатолий Николаевич Демидов, Transkription Anatoli Nikolajewitsch Demidow, * 5. April 1813 in Sankt Petersburg; † 29. April 1870 in Paris) war ein russischer Großindustrieller und Förderer von Wissenschaft und Kunst.

## Leben
Anatole Demidoff entstammte dem einflussreichen Industriellengeschlecht der Demidow und wurde am 5. April 1813 in Sankt Petersburg als zweiter Sohn des Industriellen Nikolai Nikititsch Demidow (1773–1828) und dessen Ehefrau Baroness Jelisaweta Alexandrowna Stroganowa (1779–1818) geboren. Demidoff wurde in Paris erzogen. Bereits in frühen Jahren förderte er französische Künstler der Romantik wie Paul Delaroche (Hinrichtung der Lady Jane Grey), Eugène Louis Lami und Eugène Delacroix. Neben der Unterstützung von Kunst und Wissenschaft avancierte Demidoff auch zu einem begeisterten Schmuck- und Juwelensammler.
Nach dem Tod der Eltern 1828 erbte er mit seinem älteren Bruder Paul Nicolaïevitch Demidoff (1798–1840) das Familienunternehmen der Demidoffs, ein altes russisches Bergbau- und Stahlproduktionsimperium im Ural, das jährlich einen Gewinn von 5 Mio. Rubel erwirtschaftete. Im Alter von 16 Jahren übernahm Demidoff die Geschäfte und leitete das Unternehmen – zum Widerstreben des russischen Zaren Nikolaus I. – von Paris aus. Auch die von Demidoff von 1837 bis 1840 veranstaltete wissenschaftliche Expedition namhafter Naturforscher und Ingenieure nach Südrussland und die Halbinsel Krim zur Erforschung der dort vermuteten Bodenschätze, stimmten den Zaren nicht günstig. Die Forschungsreise eröffnete zwar neue Erkenntnisse für den Steinkohleabbau und förderte somit die russische Industrie, allerdings irritierte den Zaren, dass nur französische Forscher an der Exkursion teilnahmen. Demidoff nahm selbst aktiv an den Forschungsarbeiten teil und untersuchte die Nordküste des Schwarzen Meeres und die Halbinsel Krim. 1840 veröffentlichte er den Forschungsbericht Voyage dans la Russie méridionale et la Crimée, par la Hongrie, la Valachie et la Moldavie, exécuté en 1837, der geografische, geologische, zoologische, botanische und soziologische Erkenntnisse über die untersuchten Gegenden umfasste. Weitere Werke folgten.

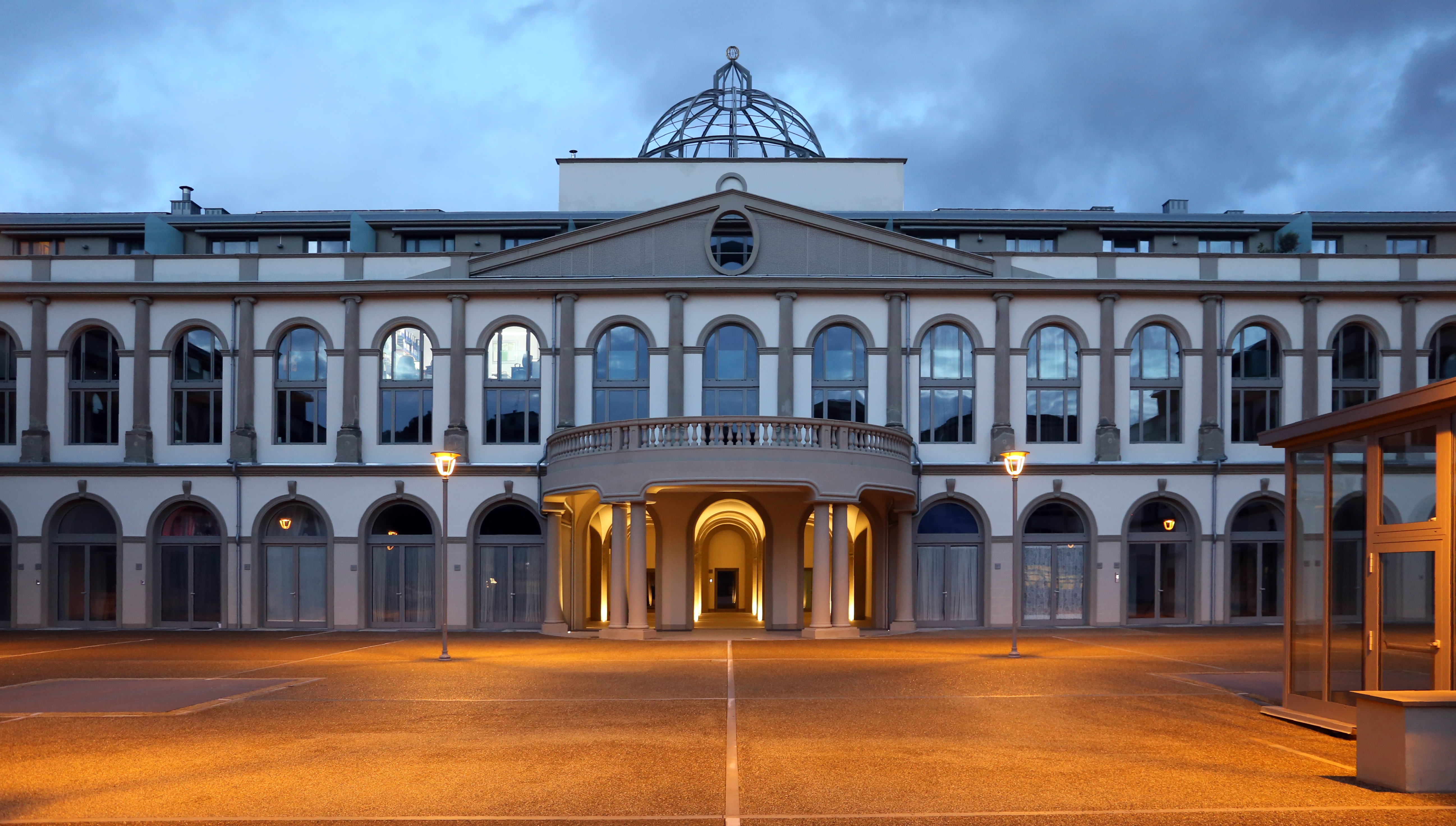
Villa San Donato bei Florenz

In Paris und in seiner italienischen Villa San Donato bei Florenz lebte Demidoff ein extravagantes Leben und investierte einen Großteil seines Vermögens in Kunst und Schmuck. Sein luxuriöser Lebensstil und seine Faszination für Napoleon – eine Faszination, die er von seiner Mutter Elisabeth übernommen hatte – verstärkten weiterhin die Missgunst des russischen Zaren.
Am 1. November 1840 heiratete Demidoff in Florenz Mathilde Bonaparte, die Tochter von Napoleons jüngstem Bruder Jérôme Bonaparte und dessen Ehefrau Katharina von Württemberg. Kurz vor der Hochzeit erhielt Demidoff aufgrund seiner karitativen und wirtschaftlichen Tätigkeiten in der Toskana von Großherzog Leopold II. den Titel Fürst von San Donato verliehen. Es ging vor allem darum, seiner Verlobten den Titel einer principessa zu erhalten. Demidoffs Titel wurde in Russland und vom russischen Zaren jedoch nie anerkannt. Obwohl die Mutter der Braut eine direkte Cousine des Zaren war, bestärkte die Eheschließung die Ungunst Nikolaus’ I. Er nahm dem habsburgischen Großherzog übel, sich in die Rangstufen des russischen Adels einzumischen. Vor allem aber verärgerte ihn das Eheversprechen des russisch-orthodoxen Demidoff, die aus dieser Ehe entspringenden Kinder im römisch-katholischen Glauben der Braut erziehen zu lassen.

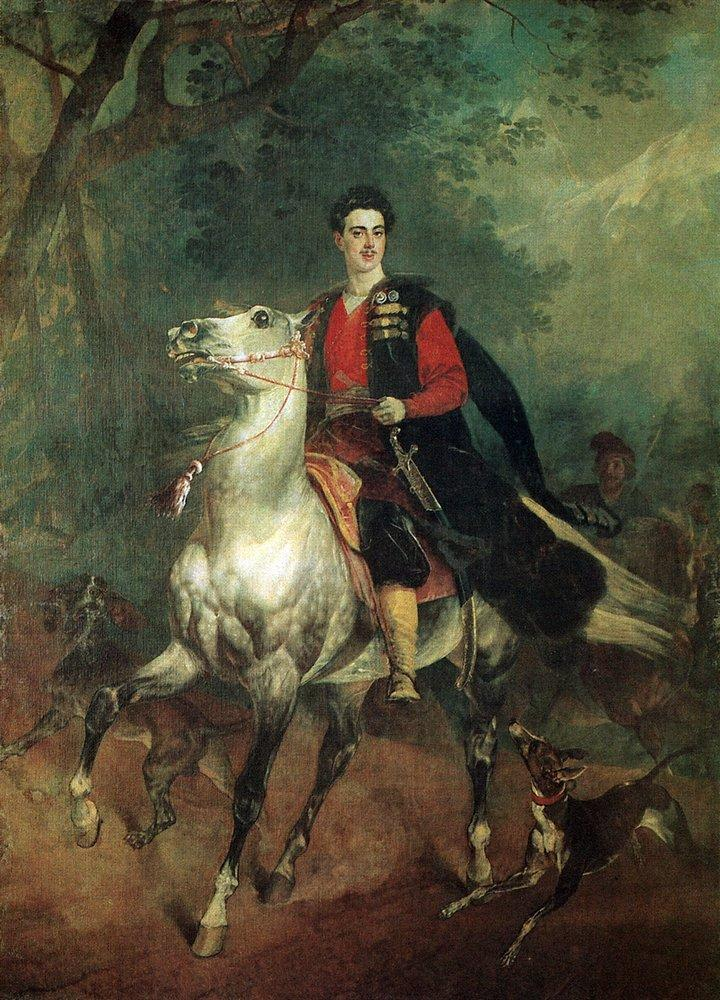
Karl Briullov, Anatole Demidoff, 1831, Galleria Palatina, Palazzo Pitti

Als Demidoff und Mathilde 1841 nach Sankt Petersburg reisten, um sich vor dem Zaren zu rechtfertigen, wurde das frisch vermählte Paar geschickt vom russischen Kaiserhaus gegeneinander ausgespielt. Die Intrigen waren erfolgreich. Demidoffs und Mathildes Ehe war nunmehr geprägt von Seitensprüngen und Streitigkeiten. Er hatte eine langjährige Affäre mit Valentine de Sainte-Aldegonde – eine Beziehung, die er entgegen Mathildes Willen fortsetzte. Mathilde verließ daraufhin Florenz zusammen mit ihrem Liebhaber Alfred Émilien de Nieuwerkerke und der Schmucksammlung ihres Ehemanns. Die Ehe wurde schließlich 1847 mit der Unterstützung von Nikolaus I. nach langen Verhandlungen geschieden und Demidoff wurde rechtlich dazu gezwungen, einen jährlichen Unterhalt in Höhe von 200.000 Francs an Mathilde zu zahlen. Trotz seiner vehementen Forderungen erhielt Demidoff seinen Schmuck nie zurück.
Demidoff lebte in den folgenden Jahren in Florenz. 1851 erwarb er die Villa San Martino, die ehemalige Sommerresidenz Napoleons auf Elba. In den folgenden Jahren ließ er auf dem Gelände die prachtvolle Demidoff-Galerie bauen, um ein Napoleon-Museum zu schaffen.
1842 wurde Demidoff zum Ehrenmitglied der Russischen Akademie der Wissenschaften und 1843 zum Ehrenmitglied der Bayerischen Akademie der Wissenschaften ernannt. 1846 wurde er korrespondierendes Mitglied der Académie des sciences. Im Jahr 1852 wurde er zum Mitglied der Leopoldina gewählt. Er war Ritter des toskanischen Ordens des heiligen Joseph.
Demidoff starb am 29. April 1870 in Paris. Seine Gemäldegalerie, die zu den größten und wertvollsten Privatmuseen Europas gehörte, wurde nach seinem Tode durch Versteigerung aufgelöst.

## Werke
- Observations météorologiques faites à Nijné-Taguilsk et à Vicimo-Outkinsk, (Monts Oural), Gouvernement de Perm. Paris 1839 ff., ZDB-ID 444366-4, (Zeitschrift)
- Anatolīĭ Demidov (principe di San Donato), André Durand, Denis Auguste Marie Raffet: Voyage pittoresque et archéologique en Russie: exécuté en 1839 sous la direction de M. Anatole de Démidoff, Gihaut Frères, 1840
- Voyage dans la Russie méridionale et la Crimée, par la Hongrie, la Valachie et la Moldavie. Bibliothèque de Sorbonne, Paris 2005 (1 CD-ROM, Repr. d. Ausg. Paris 1840)
- Lettres sur l'empire de Russie. Bethune, Paris 1840
- Album de voyage pittoresque et archéologique. Bourdine, Paris 1849 (3 Bde.)
- La Toscane. Album pittoresque et archéologique. Edizioni Giunti, Florenz 1993 (Repr. d. Ausg. Paris 1871)